# Sicya
Sicya is een geslacht van vlinders van de familie spanners (Geometridae), uit de onderfamilie Ennominae.

## Soorten
- S. aurunca Druce, 1892
- S. bala Druce, 1892
- S. calurodon Dyar, 1922
- S. directaria Guenée, 1858
- S. dognini Thierry-Mieg, 1895
- S. ennomaria Warren, 1904
- S. inquinata Warren, 1897
- S. macularia (Harris, 1850)
- S. medangula Dyar, 1918
- S. mesapia Druce, 1892
- S. morsicaria Hulst, 1886
- S. myron Druce, 1892
- S. neda Druce, 1892
- S. nemeenaria Oberthür, 1912
- S. obscurissima Thierry-Mieg, 1894
- S. olivata Barnes & McDunnough, 1916
- S. pergilvaria Barnes & McDunnough, 1916
- S. pomona Oberthür, 1883
- S. sirra Druce, 1898
- S. sistenda Dyar, 1927
- S. snoviaria Hulst, 1888
- S. vigasia Schaus, 1901